# Quentin Pacher
Quentin Pacher (ur. 6 stycznia 1992 w Libourne) – francuski kolarz szosowy.

## Osiągnięcia
Opracowano na podstawie:

2012
- 1. miejsce na 3. etapie Ronde de l’Isard
- 1. miejsce w klasyfikacji górskiej Kreiz Breizh Elites

2015
- 1. miejsce w klasyfikacji młodzieżowej Tour Cycliste International du Haut Var Matin
- 1. miejsce w klasyfikacji górskiej Rhône-Alpes Isère Tour

2018
- 1. miejsce na 5. etapie Tour de Savoie Mont-Blanc
- 2. miejsce w Famenne Ardenne Classic

2019
- 2. miejsce w Circuit de la Sarthe

## Rankingi
| Rok             | 2012 | 2013 | 2014 | 2015 | 2016 | 2017 | 2018 | 2019 | 2020 | 2021 | 2022 | 2023 | 2024 |
| --------------- | ---- | ---- | ---- | ---- | ---- | ---- | ---- | ---- | ---- | ---- | ---- | ---- | ---- |
| World Ranking   |      |      |      |      | 411. | 462. | 191. | 200. | 292. | 306. | 171. | 497. | 127. |
| UCI Europe Tour | 903. | -    | 750. | 490. | 226. | 340. | 110. | 166. | 240. | 259. | 140. | -    | 100. |
| UCI Asia Tour   | -    | -    | -    | -    | -    | 225. | 176. |      |      |      |      |      |      |
|                 |      |      |      |      |      |      |      |      |      |      |      |      |      |
| Źródło: UCI     |      |      |      |      |      |      |      |      |      |      |      |      |      |